# サハラ (マッコイ・タイナーのアルバム)
『サハラ』（Sahara）は、アメリカ合衆国のジャズ・ピアニスト、マッコイ・タイナーが1972年に録音・発表したスタジオ・アルバム。

## 背景
マイルストーン・レコード移籍後としては初のアルバムに当たる。「エボニー・クイーン」は、タイナーの妻アイシャに捧げられた曲である。「ヴァレー・オブ・ライフ」ではタイナーは箏も演奏しており、タイトル曲ではタイナーがフルートやカリンバ、カルヴィン・ヒルが東洋のダブル・リードの木管楽器やブラジル製のシェイカー、アルフォンス・ムゾーンがトランペット、ベル、メタル・フルートといった具合に、本来の担当と異なる楽器も多用した。

## 反響・評価
アメリカでは『ビルボード』のジャズ・アルバム・チャートで31位に達した。第15回グラミー賞では、最優秀ジャズ・パフォーマンス賞（グループ）および最優秀ジャズ・パフォーマンス賞（ソロイスト）にノミネートされたが、いずれも受賞は果たせなかった。
Brian Olewnickはオールミュージックにおいて満点の5点を付け「タイナーは『サハラ』で、晩年のジョン・コルトレーンよりは堅実だが、それでいて獰猛かつ自由奔放な音楽性を披露して、自身の立ち位置を明確にし、本作は1970年代を代表するジャズ・アルバムの一つとなった」「本作以降、タイナーは1970年代中期に幾つかの優れた作品を作ってきたが、これほどの高みに登り詰めたことはなかった」と評している。

## 収録曲
全曲ともマッコイ・タイナー作曲。
1. エボニー・クイーン - "Ebony Queen" - 9:00
2. ア・プレイヤー・フォー・マイ・ファミリー - "A Prayer for My Family" - 4:48
3. ヴァレー・オブ・ライフ - "Valley of Life" - 5:19
4. リバース - "Rebirth" - 5:21
5. サハラ - "Sahara" - 23:26

## 参加ミュージシャン
- マッコイ・タイナー - ピアノ、箏、フルート、パーカッション
- ソニー・フォーチュン - ソプラノ・サクソフォーン、アルト・サクソフォーン、フルート
- カルヴィン・ヒル - ベース、木管楽器、パーカッション
- アルフォンス・ムゾーン - ドラムス、パーカッション、木管楽器、トランペット